# Kermes bannaensis
Kermes bannaensis är en insektsart som beskrevs av Liu 1995. Kermes bannaensis ingår i släktet Kermes och familjen eksköldlöss. Inga underarter finns listade i Catalogue of Life.